# 北海道道685号計呂地若佐線
北海道道685号計呂地若佐線（ほっかいどうどう685ごう けろちわかさせん）は、北海道紋別郡湧別町と常呂郡佐呂間町を結ぶ一般道道（北海道道）である。

## 概要
国道333号新佐呂間トンネル整備など道路状況の改善により、紋別市 - 北見市間で遠軽町などの市街地を経由しない別ルートとしても活用されている。

### 路線データ
- 起点：北海道紋別郡湧別町計呂地（国道238号交点）
- 終点：北海道常呂郡佐呂間町若佐（国道333号・北海道道103号留辺蘂浜佐呂間線交点）
- 路線延長：12.8 km

## 歴史
- 1970年（昭和45年）3月31日 - 計呂地計呂地停車場線として路線認定[1]。
- 1976年（昭和51年）3月31日 - 路線名を計呂地若佐線に変更し、起点を計呂地市街地側とし、計呂地駅前から国道238号交点へ変更（重複解消）。終点を武勇峠の計呂地側麓付近から佐呂間町若佐へ延長[2]。

## 地理

### 通過する自治体
- オホーツク総合振興局
  - 紋別郡湧別町
  - 常呂郡佐呂間町

### 交差する道路
湧別町
- 国道238号 - 計呂地（起点）

佐呂間町
- 国道333号 - 若佐（終点）
- 北海道道103号留辺蘂浜佐呂間線 - 若佐（終点）